# چشم‌آبی پاسکا
چشم‌آبی پاسکا (نام علمی: Pseudomugil paskai) نام یک گونه از سرده ماهی‌های چشم‌آبی است.